# Arendonk
Arendonk è un comune belga di 12 956 abitanti nelle Fiandre (Provincia di Anversa).